# 岐阜市立岩野田中学校

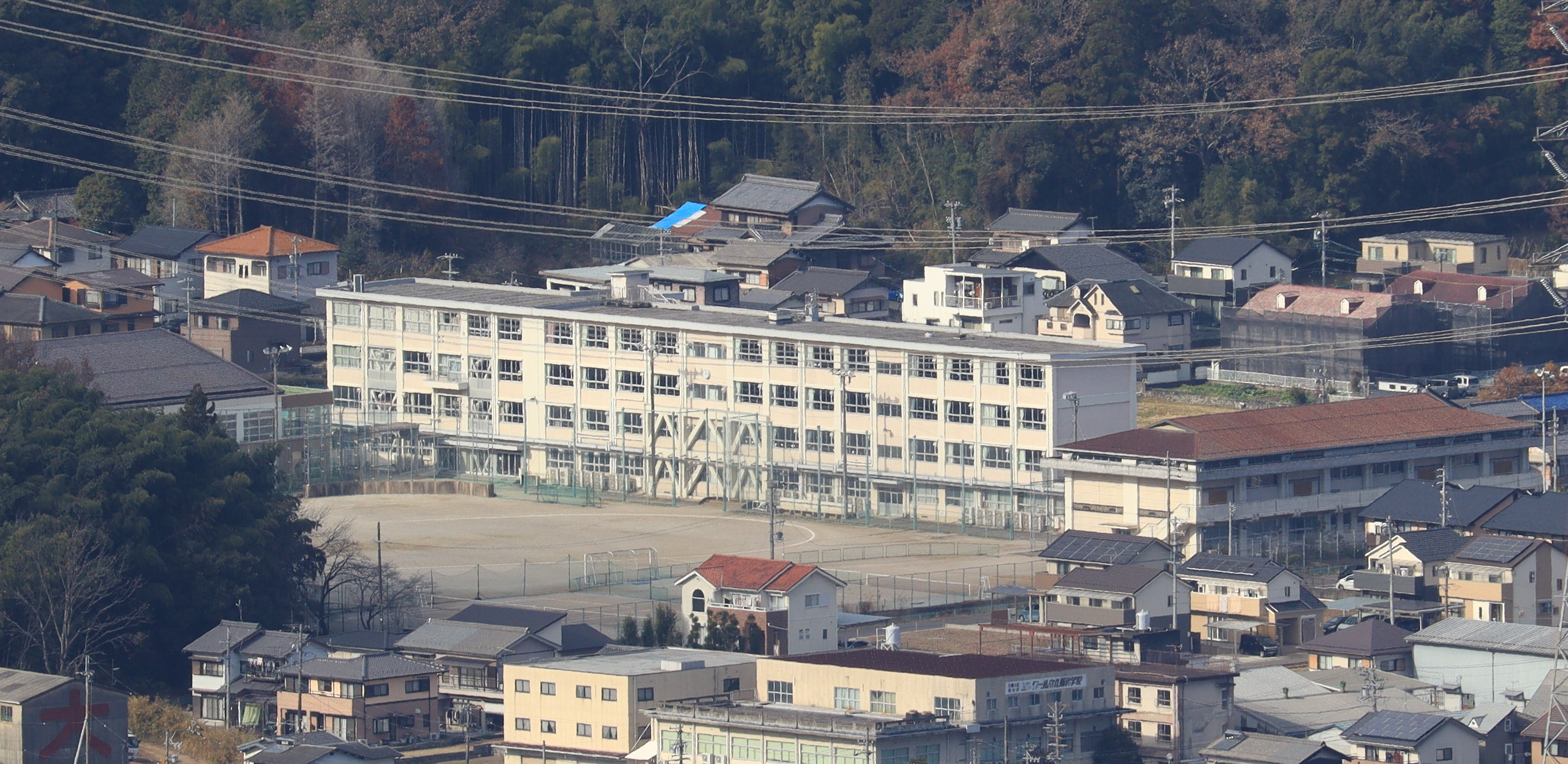
百々ヶ峰から望む岐阜市立岩野田中学校（2021年12月撮影）

岐阜市立岩野田中学校（ぎふしりつ いわのだちゅうがっこう）は、岐阜県岐阜市粟野西にある公立中学校。
校名の「岩野田」は校区内の地区名、「岩崎」、「粟野」、「三田洞」から1文字ずつ取って付けられている。

## 沿革
- 1947年 - 山縣郡岩野田村岩野田小学校内に中学校を仮設置し岐阜縣山縣郡岩野田村立岩野田中学校と呼称する。
- 1948年 - 校舎建築工事完了。
- 1949年 - 岐阜市へ合併移管のため岩野田村立岩野田中学校を岐阜市立岩野田中学校と改称。
- 1967年 - 新校舎完成。
- 1992年 - 新体育館完成。
- 1993年 - 新プール完成。
- 1997年 - 創立50周年記念式典並記念行事。
- 1998年 - テニスコート1面増設。
- 2006年 - 保健室にエアコン設置。3年の宿泊研修が広島研修となる。（総合的な学習が防災学習から平和学習になる。）
- 2007年 - 生徒手帳を廃止する。大規模な耐震工事が施工される。
- 2009年 - 給食が民間業者委託となる。
- 2019年 - 3学期制から2学期制へと変更。
- 2024年 - 新入生より通学鞄を変更(リュックサック型)
- 2025年 - 制服を変更。

## 部活動
| 運動系 - 軟式野球部（男・女） - サッカー部（男・女） - ソフトボール部（女子） - バレーボール部（女子） - バスケットボール部（男・女） - ソフトテニス部（男・女） - 陸上部（男・女） - 剣道部（男・女） - 水泳部（男・女） | 文化系 - 美術部 - 合唱部 |

かつて、卓球同好会と男子バレーボール部が存在した。

## カバンの軽量化
- 2018年度の12月頃から生徒会の発案によりカバンの軽量化が実施される。そのため、学校に教科書などを置いていく置き勉が許可された。
- 置き勉をするにあたって、朝の会と帰りの会に必ず「SKC」を行う。
- 「SKC」とは、家庭学習を決めるもので、「S」は宿題、「K」は計画学習、「C」はチェックを指す。

## 進学前小学校
- 岐阜市立岩野田小学校
- 岐阜市立岩野田北小学校[1]

## 交通機関
- 岐阜バス

三田洞線「粟野西5丁目」バス停より徒歩約5分。

## その他
- 校歌は1953年に作られた。作曲者は当時の校長、作詞者は当時の教諭。眉山の東麓に所在するため校歌に眉山が歌われている。
- かつて、部活動とともにクラブ活動が存在した。
- 2018年度のみ3年生の修学旅行先にUSJが追加されていた。